# Tarak

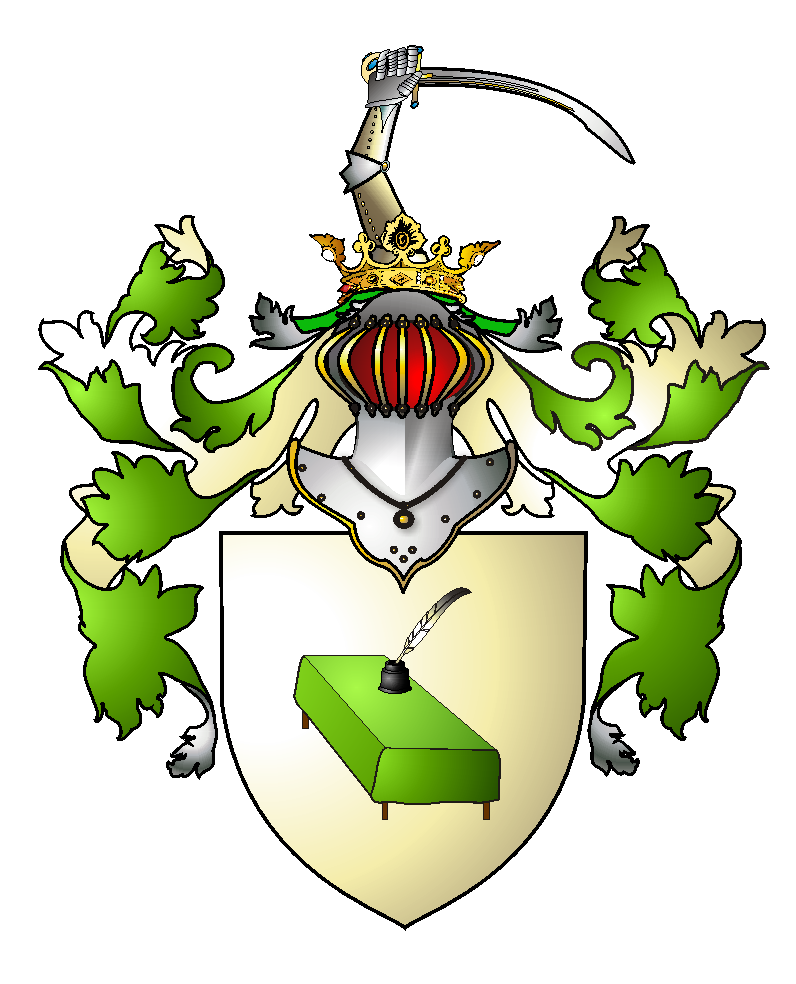
Herb szlachecki Tarak

Tarak – polski i tatarski herb szlachecki.

## Opis herbu
W polu srebrnym na stole prostokątnym krytym zielonym suknem kałamarz z piórem. W klejnocie zbrojna ręka z krzywą szablą, labry zielone podbite srebrem.

## Najwcześniejsze wzmianki
Herbem tym pieczętuje się tatarska rodzina Murza Tarak-Buczackich pochodząca pierwotnie z Krymu lub Dagestanu, a osiadła na Litwie w XV wieku.

## Herbowni
Buczacki, Murza Tarak-Buczacki.